# Pořežánky
Pořežánky jsou malá vesnice, část obce Modrá Hůrka v okrese České Budějovice v Jihočeském kraji. Nachází se asi půl kilometru jihozápadně od Modré Hůrky. Je zde evidováno 18 adres. V roce 2011 zde trvale žilo 26 obyvatel.
Pořežánky leží v katastrálním území Modrá Hůrka o výměře 3,96 km².

## Historie
První písemná zmínka o vesnici pochází z roku 1390.

## Obyvatelstvo
| Rok            | 1869 | 1880 | 1890 | 1900 | 1910 | 1921 | 1930 | 1950 | 1961 | 1970 | 1980 | 1991 | 2001 | 2011 | 2021 |
| -------------- | ---- | ---- | ---- | ---- | ---- | ---- | ---- | ---- | ---- | ---- | ---- | ---- | ---- | ---- | ---- |
| Počet obyvatel | 125  | 122  | 104  | 103  | 104  | 85   | 75   | 76   | 62   | 53   | 59   | 39   | 33   | 26   | 33   |
| Počet domů     | 17   | 17   | 17   | 17   | 17   | 15   | 16   | 16   | 16   | 16   | 15   | 18   | 17   | 16   | 16   |

## Obecní správa
Při sčítání lidu v letech 1850–1960 Pořežánky byly osadou obce Bzí, se kterým patřily nejprve do okresu Týn nad Vltavou, ale od roku 1960 v okrese České Budějovice. Od 12. června 1960 do 31. prosince 1975 byly částí obce Štipoklasy v okrese České Budějovice. Od 1. ledna 1976 do 23. listopadu 1990 byly částí obce Žimutice v okrese České Budějovice. Od 24. listopadu 1990 jsou částí obce Modrá Hůrka v okrese České Budějovice.

## Galerie

Pořežánky
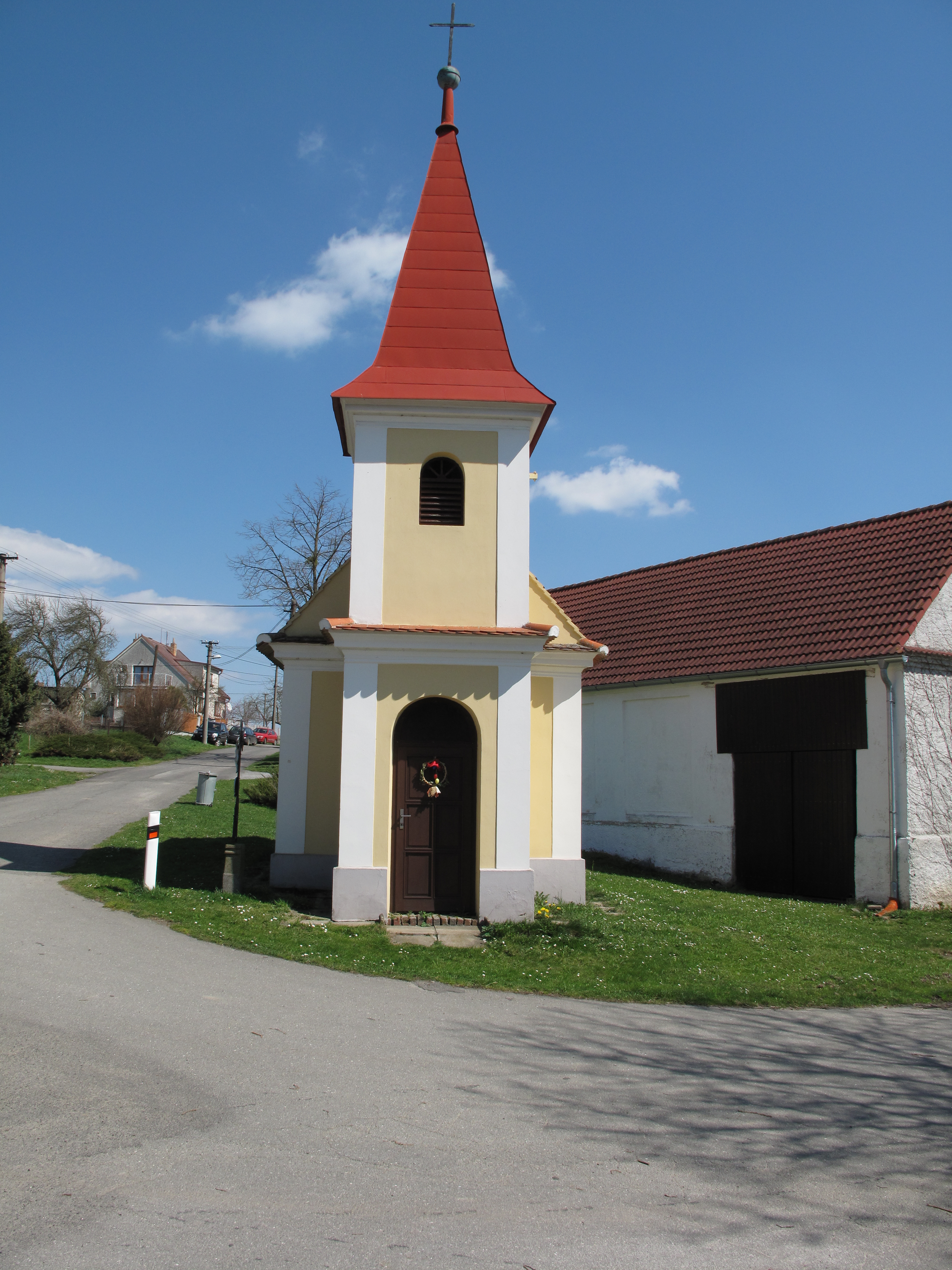
Kaple
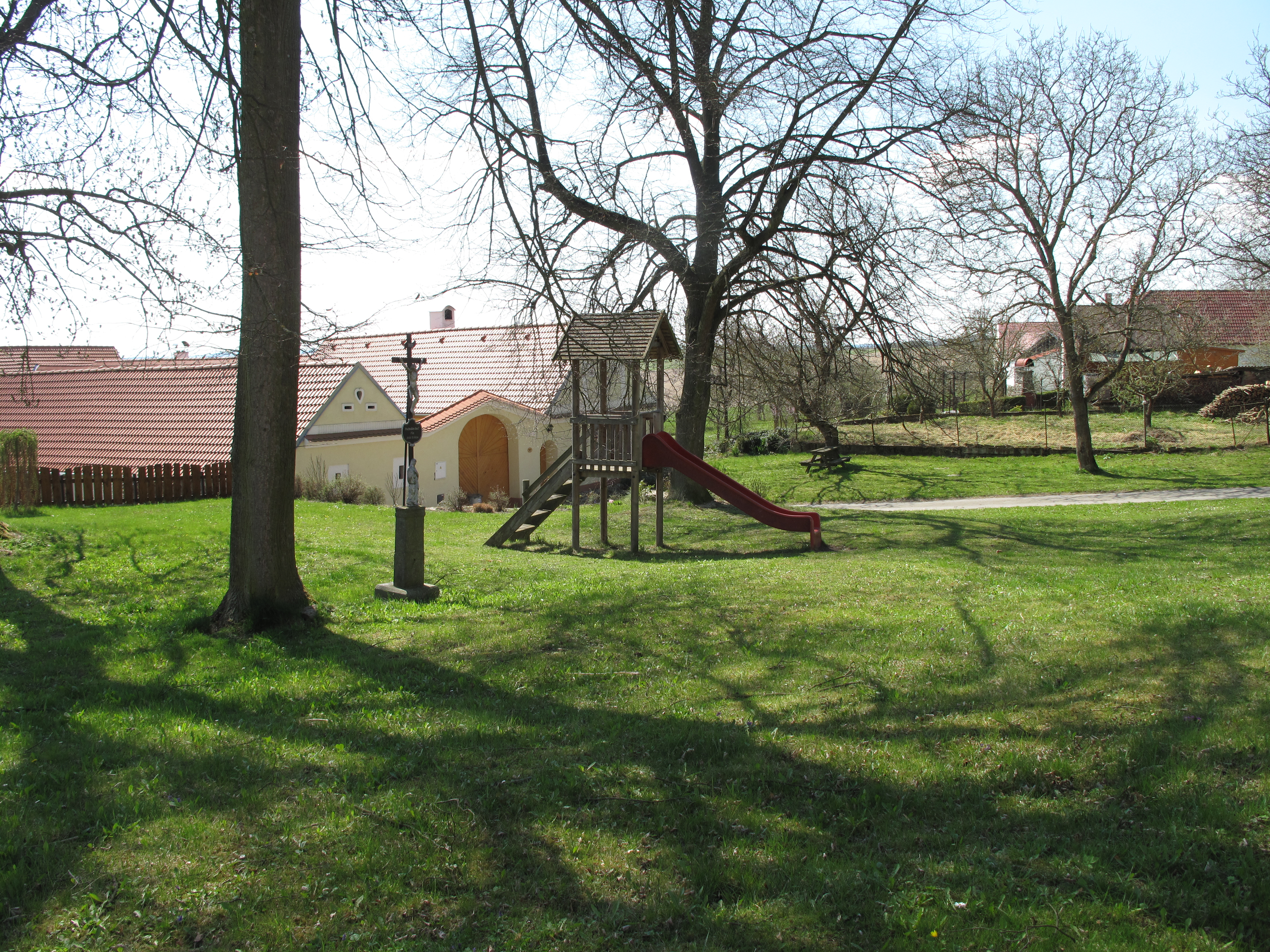
Dětské hřiště
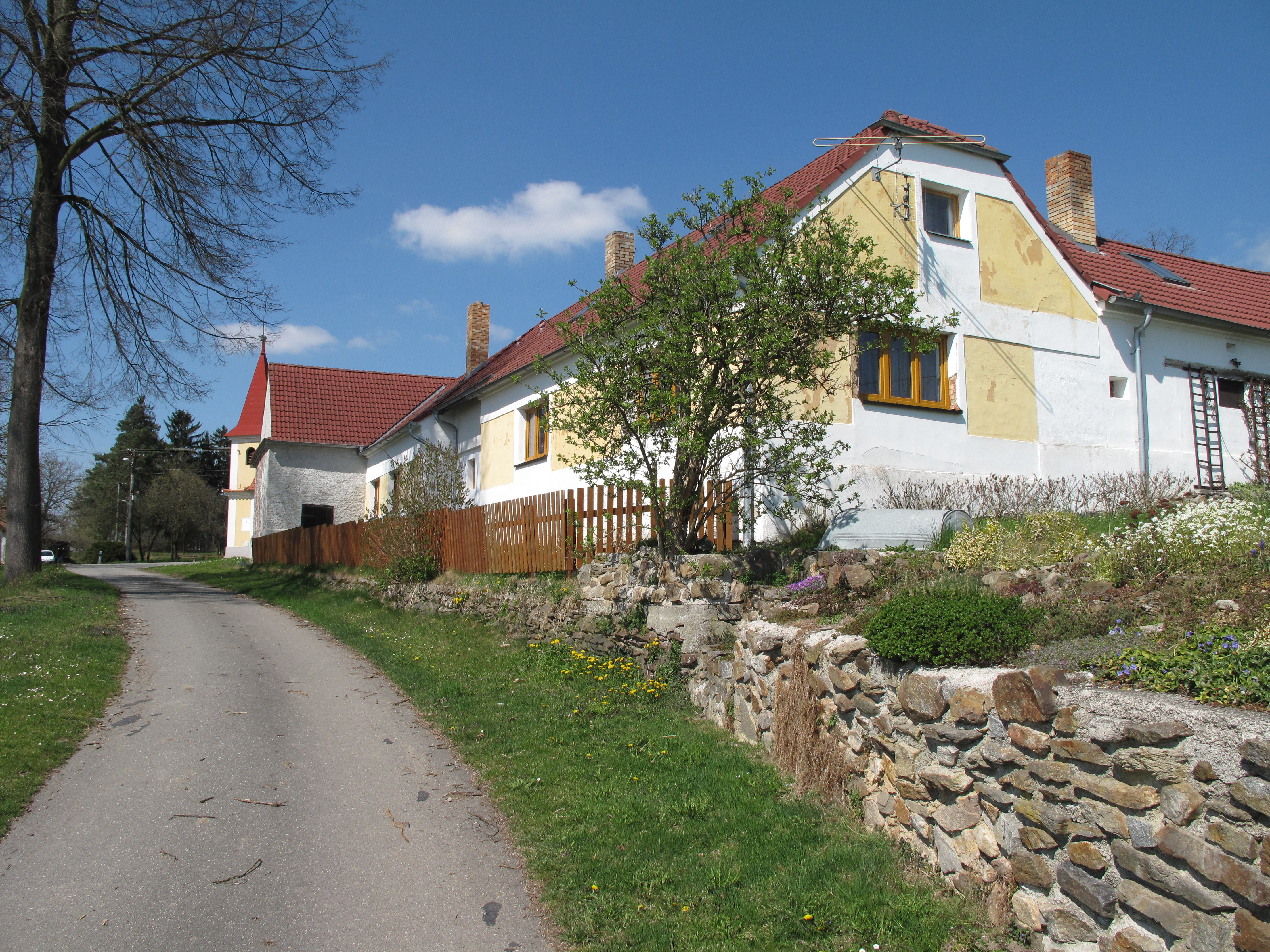
Dům se zahrádkou
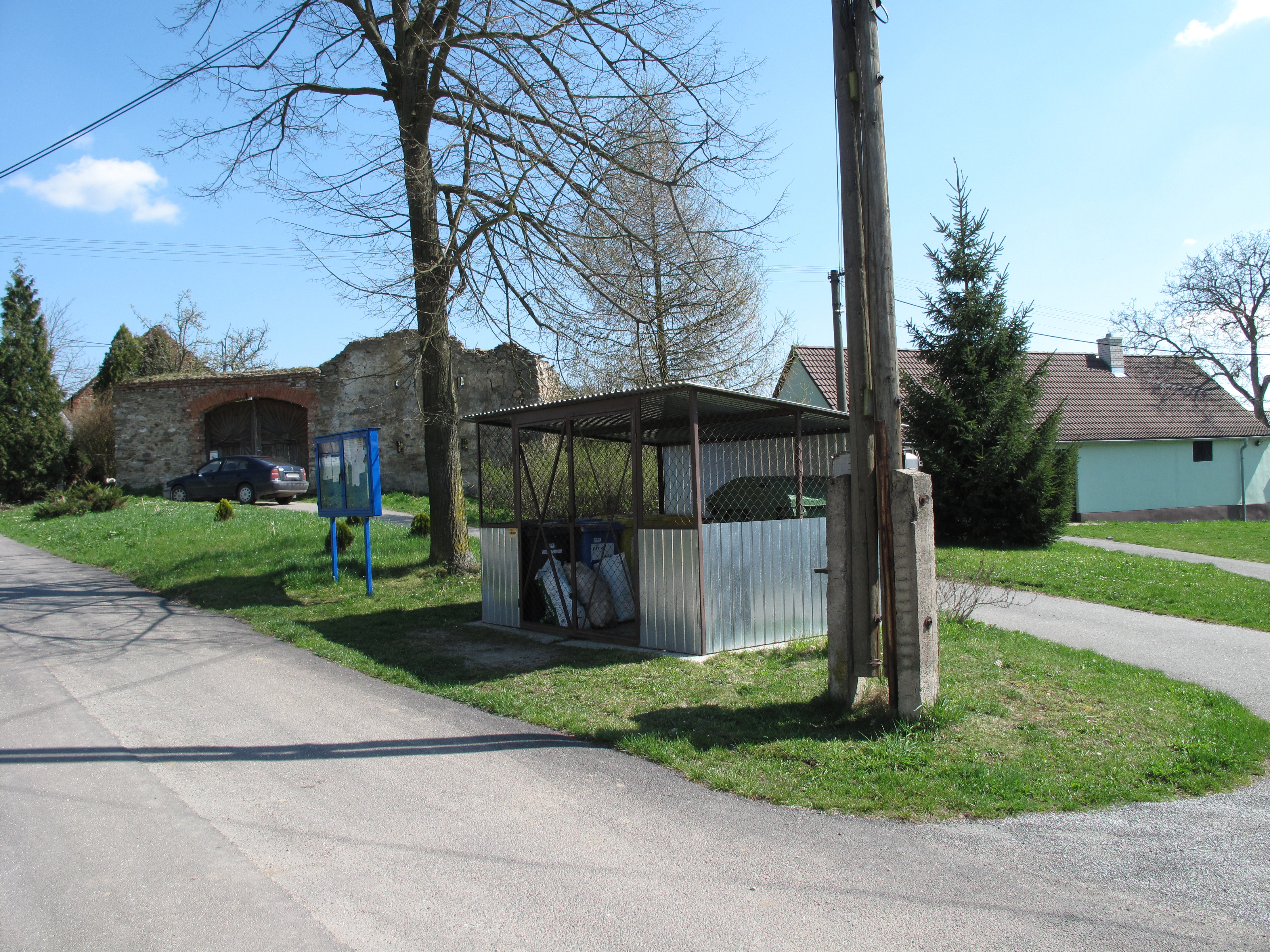
Zástávka
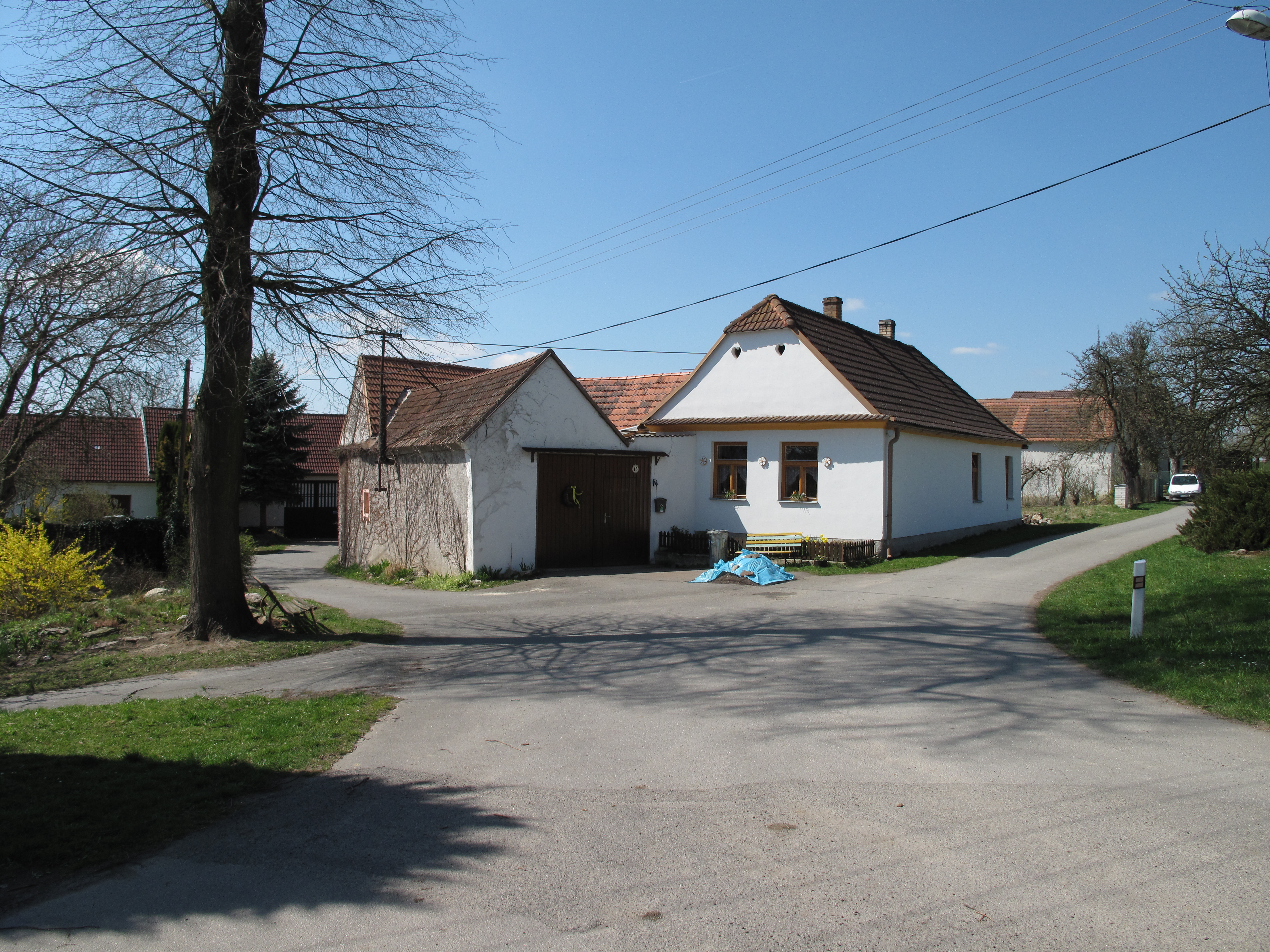
Stavení